# ادوارد ایان کلود جیکوب
ادوارد ایان کلود جیکوب (انگلیسی: Ian Jacob; ۲۷ سپتامبر ۱۸۹۹ – ۲۴ آوریل ۱۹۹۳) فرد نظامی اهل بریتانیا بود. وی همچنین برندهٔ جوایزی همچون نشان امپراتوری بریتانیا و نشان حمام شده‌است.